# 梅林優貴
梅林 優貴（うめばやし ゆうき、1998年3月14日 - ）は、広島県広島市安佐北区出身のプロ野球選手（捕手）。右投右打。北海道日本ハムファイターズ所属。

## 経歴

### プロ入り前
広島市立亀山南小学校5年から野球をはじめる。高校は広島県立高陽東高等学校に入学するが高校時代は甲子園出場はなく、3年時の夏の広島地方大会8強が最高成績だった。高校卒業後は中国地区大学野球連盟に加盟している広島文化学園大学（当時2部リーグ）に進学する。大学時代も注目選手ではなく、4年の春時点でもスカウトが見に来ていないほどであったが、JFE西日本の河野竜生の視察に来ていた北海道日本ハムファイターズの加藤竜人スカウトの目に留まる。4年秋にはサイクル安打の達成だけでなく、首位打者を獲得しリーグMVPに選ばれ、広島文化学園大学を初の1部昇格に導く。
2019年度ドラフト会議で北海道日本ハムファイターズから6位指名を受け、契約金2000万円、年俸700万円で仮契約を結んだ（金額は推定）。背番号は65。広島文化学園大学初のプロ野球選手となった。

### 日本ハム時代
2020年は、イースタン・リーグで39試合に出場し、打率.171を記録した。
2021年は、イースタン・リーグで55試合に出場し、打率.189、2本塁打を記録した。
2022年は、4月20日に一軍初出場を果たした。4月27日のオリックス戦でプロ初先発出場を果たし、プロ初安打を放った。8月3日にはプロ初長打となる二塁打を放ち、初のお立ち台に上った。8月7日にはプロ初打点も記録した。最終的には22試合に出場した。オフに、70万円増となる推定年俸770万円で契約を更改した。
2023年は一軍で7試合に出場したが、オフの10月29日に戦力外通告を受け、11月19日に育成選手として再契約した。背番号は165。推定年俸は現状維持となる770万円。
2024年は7月24日までにイースタン・リーグで31試合に出場し、打率.325、3本塁打、8打点の成績を挙げ、鍵谷陽平、宮内春輝ととも支配下選手契約の締結が発表された。背番号は98となる。8月17日に出場選手登録され、同日のオリックス戦に代打起用されるなど3試合に出場するも再調整のため、23日に登録抹消となった。

## 選手としての特徴
遠投110m、二塁送球タイム1.8秒を誇る強肩が武器の捕手（一塁手もこなせる）。本人も「スローイングでプロには入れたと思っている」と語っている。

## 人物
愛称は「うめ」、「ばやし」。
好きな芸能人は大原櫻子。
大学時代は「4年間で遊びに行ったことはほとんどない」と語るほどストイックな生活を過ごしていた。平日は主に夕方まで学校、約1時間かけてグラウンドに行き、2時間半の練習。さらに1時間かけてスポーツジムに行き、90分ほどトレーニングをして帰宅していた。また、授業のない日は昼にスポーツジムに行ってから全体練習。その後は高速バスの清掃のアルバイト。3年秋からはガソリンスタンドのアルバイトも掛け持ちしていた。梅林は当時を振り返り、「妹もいたので親に負担をかけたくない思いもありましたし、社会人野球を目指すとなると道具もより良い高いものが欲しくて。そうしたものは親に買ってもらうより、自分のお金で買った方が大事にすると思ったんです」「（アルバイトで同僚や利用客と話す中で）人見知りもなくなりましたし、どういう言動をしたら喜んでもらえるか分かるようになりました」と語り、人間的にも成長できたという。
大学時代の監督・三原新二郎は「（梅林は）自分で練習ができる子で4年間本当によく努力しました。主将にも自ら立候補してくれましたし、ウチの野球部を変えてくれましたね」と称えている。
ムーキー・ベッツとは友人関係にある。2025年1月に来日していた彼の練習場を手配した関係で知り合った。彼とは3日間練習を共にし、打撃指導を受けるなど親交を深めたという。

## 詳細情報

### 年度別打撃成績
| 年 度     | 球 団     | 試 合 | 打 席 | 打 数 | 得 点 | 安 打 | 二 塁 打 | 三 塁 打 | 本 塁 打 | 塁 打 | 打 点 | 盗 塁 | 盗 塁 死 | 犠 打 | 犠 飛 | 四 球 | 敬 遠 | 死 球 | 三 振 | 併 殺 打 | 打 率 | 出 塁 率 | 長 打 率 | O P S |
| --------- | --------- | ----- | ----- | ----- | ----- | ----- | -------- | -------- | -------- | ----- | ----- | ----- | -------- | ----- | ----- | ----- | ----- | ----- | ----- | -------- | ----- | -------- | -------- | ----- |
| 2022      | 日本ハム  | 22    | 51    | 48    | 2     | 5     | 1        | 0        | 0        | 6     | 3     | 0     | 0        | 2     | 0     | 1     | 0     | 0     | 19    | 0        | .104  | .122     | .125     | .247  |
| 2023      | 日本ハム  | 7     | 6     | 6     | 0     | 3     | 0        | 0        | 0        | 3     | 0     | 0     | 0        | 0     | 0     | 0     | 0     | 0     | 1     | 1        | .500  | .500     | .500     | 1.000 |
| 2024      | 日本ハム  | 3     | 5     | 4     | 0     | 0     | 0        | 0        | 0        | 0     | 0     | 0     | 0        | 1     | 0     | 0     | 0     | 0     | 3     | 0        | .000  | .000     | .000     | .000  |
| 通算：3年 | 通算：3年 | 32    | 62    | 58    | 2     | 8     | 1        | 0        | 0        | 9     | 3     | 0     | 0        | 3     | 0     | 1     | 0     | 0     | 23    | 1        | .138  | .153     | .155     | .308  |

- 2024年度シーズン終了時

### 年度別守備成績
| 年 度 | 球 団    | 捕手  | 捕手  | 捕手  | 捕手  | 捕手  | 捕手     | 捕手  | 捕手     | 捕手     | 捕手     | 捕手     |
| 年 度 | 球 団    | 試 合 | 刺 殺 | 補 殺 | 失 策 | 併 殺 | 守 備 率 | 捕 逸 | 企 図 数 | 許 盗 塁 | 盗 塁 刺 | 阻 止 率 |
| ----- | -------- | ----- | ----- | ----- | ----- | ----- | -------- | ----- | -------- | -------- | -------- | -------- |
| 2022  | 日本ハム | 21    | 105   | 11    | 0     | 3     | 1.000    | 0     | 9        | 6        | 3        | .333     |
| 2023  | 日本ハム | 6     | 14    | 0     | 0     | 0     | 1.000    | 0     | 1        | 1        | 0        | .000     |
| 2024  | 日本ハム | 3     | 8     | 2     | 0     | 0     | 1.000    | 0     | 2        | 2        | 0        | .000     |
| 通算  | 通算     | 30    | 127   | 13    | 0     | 3     | 1.000    | 0     | 12       | 9        | 3        | .250     |

- 2024年度シーズン終了時[注 2]

### 記録
初記録
- 初出場：2022年4月20日、対東北楽天ゴールデンイーグルス5回戦（楽天生命パーク宮城）、8回裏に田宮裕涼に代わり捕手で出場
- 初打席：2022年4月22日、対福岡ソフトバンクホークス4回戦（札幌ドーム）、7回裏に宇佐見真吾の代打で出場、田浦文丸から空振り三振
- 初先発出場：2022年4月27日、対オリックス・バファローズ5回戦（東京ドーム）、「8番・捕手」で先発出場
- 初安打：同上、3回裏に宮城大弥から左前安打
- 初打点：2022年8月7日、対オリックス・バファローズ19回戦（京セラドーム大阪）、6回表に張奕から中前2点適時打

### 背番号
- 65（2020年[7] - 2023年）
- 165（2024年[15] - 同年7月23日）
- 98（2024年7月24日[17] - ）

### 登場曲
- 「Joy＆Joy」大原櫻子（2022年）
- 「New Day」INI（2023年 - ）